# Przygnębienie poporodowe
Przygnębienie poporodowe (ang. baby blues, postpartum blues lub maternity blues) – obniżenie nastroju kobiety po porodzie, trwające nie dłużej niż 2 tygodnie. Dotyka nawet 80% nowych matek. Charakteryzuje się płaczliwością, łagodnymi objawami depresyjnymi lub chwiejnością emocjonalną, lękiem i drażliwością. Największe nasilenie przygnębienia poporodowego występuje najczęściej pomiędzy trzecim a piątym dniem po porodzie.

## Objawy
Najczęstszymi objawami baby blues są:
- Drażliwość i poirytowanie,
- Łatwe wybuchanie złością lub płaczem,
- Huśtawka nastrojów,
- Trudności w koncentracji,
- Niewielkie trudności ze snem i apetytem,
- Nadmierny lęk o zdrowie dziecka i jego przyszłość,
- Trudności w podejmowaniu decyzji.

## Przyczyny
Ponieważ przygnębienie poporodowe występuje u większości młodych matek, uważa się, że jest ono spowodowane nagłymi wahaniami hormonów. Jako inne prawdopodobne przyczyny wymienia się również stres związany z nową sytuacją, zmęczenie, deprywację snu oraz fizyczny ból, występujący po urodzeniu dziecka.

## Leczenie
Przygnębienie poporodowe mija samoistnie i nie zakłóca w sposób istotny funkcjonowania kobiety, dlatego nie wymaga leczenia. Ważne jest jednak, by zapewnić w tym czasie kobiecie wsparcie – zarówno psychiczne (poprzez rozmowę, wysłuchanie, nieocenianie), jak i fizyczne (pomoc w obowiązkach i opiece nad dzieckiem). Jeśli przygnębienie poporodowe utrzymuje się ponad 2 tygodnie lub jego nasilenie jest duże, może być to zwiastunem depresji poporodowej. Należy wtedy udać się do lekarza psychiatry celem dokonania szczegółowej diagnozy.